# サニー・ボーイ・ウィリアムソンII
サニー・ボーイ・ウィリアムソン(Sonny Boy Williamson II、1912年12月5日 - 1965年5月25日) は、米国ミシシッピ州出身のブルース・シンガー、ブルース・ハーモニカ奏者。本名は、アレック・ミラー。晩年の1950年代から60年代にかけて、チェス・レコード傘下のチェッカー・レコードから数多くの作品を生み、シカゴ・ブルースの歴史に大きな足跡を残した。
芸名の末尾にII（あるいはII世）が付けられることがあるが、これは先に同じ芸名を名乗っていたジョン・リー・ウィリアムソンと区別するため。一方のジョン・リーはサニー・ボーイ・ウィリアムソンI（あるいはI世）と称される。両者に血縁関係があるわけではなく、I世の成功にあやかりたいII世が無断で芸名を拝借したものである。皮肉なことに結果的にII世はI世を凌ぐ成功を収めた。

## 来歴
ウィリアムソンの生年月日は1899年12月5日とする資料が比較的多いが、1897年、1901年、1909年など諸説があり、正確なところは判っていない。墓碑には1908年と記されている。しかし国勢調査や姉妹の証言から、現在は1912年が定説となっている。
生まれたのは、ミシシッピ州グレンドーラ近郊のプランテーションであった。彼の幼少期については、多くが謎に包まれている。本名ひとつとってもラスト・ネームを「フォード」とする説と「ミラー」とする説があるなど、決定的な情報はない。独学でハーモニカを学び、他にギター、ドラムスも学んだという。
1930年代頃から、ミシシッピ州とアーカンソー州を一帯を放浪し、その過程でエルモア・ジェームス、ブラインド・レモン・ジェファーソン、ロバート・ロックウッド・ジュニアらブルースマンと出会う。当時彼は、リトル・ボーイ・ブルーという芸名で活動していた。
1941年、アーカンソー州ヘレナのラジオ局KFFAで始まったブルース番組「キング・ビスケット・タイム」にロックウッドとともに出演するようになった。彼がサニー・ボーイを名乗り出したのはこの頃であり、番組のスポンサーだったインターステート・グロサリーのオーナー、マックス・ムーアは彼がその名前を使うことを提案したと主張している。レコードは出していなかったが、この番組出演により南部一帯でサニー・ボーイの人気は高まっていく。
番組のリスナーの中には後にザ・バンドのドラマーとして活躍するリヴォン・ヘルムもいた。彼は自叙伝の中で、当時のウイリアムソンについて以下のように述べている。
| 「 | オーバーオールに麦わら帽をかぶった、じかに見るサニー・ボーイは、迫力に満ちた印象的な人物であった。分厚い唇は長年ハーモニカを吹いてきたせいで硬くなっていた。ぼくは彼がハーモニカに向かって歌っているのに気づいた。彼の声は金属製のハーモニカを通って、剃刀の刃のように研ぎすまされてから、マイクに到達する。それが歌に、特別な金属的な衝撃のエネルギーをくわえる。 | 」 |

1951年、ウィリアムソンはミシシッピ州ジャクソンのトランペット・レコードで初レコーディングを行う。エルモア・ジェームスらをバックに、ブギ・ナンバーを中心としたサウンドを披露している。
1955年、シカゴのチェス・レコード傘下のチェッカー・レコードと契約。この頃から拠点も南部からシカゴへ移している。同年、チェッカーにおける初セッションでレコーディングされた「Don't Start Me To Talkin'」がR&Bチャートの3位を記録する。その後も「Keep It To Yourself」（1956年、同16位）、「Help Me」（1963年、同24位）とヒットを生んでいる。チェッカーでのウィリアムソンはトランペット時代よりもぐっとモダンなサウンドとなり、また彼のハーモニカのプレイは、シカゴ・ブルースにおける基本形として、多くの後続プレイヤーに影響を与えた。
1963年には、アメリカン・フォーク・ブルース・フェスティバル出演のため、初めてのヨーロッパ・ツアーを行った。1964年にも再度同フェスティバルに出演した。この間、ウィリアムソンはイギリスでアニマルズ、ヤードバーズ、ジミー・ペイジとレコーディングを行っている。またデンマークではローランド・カークのコペンハーゲン公演に飛び入り参加。その模様はカークのライヴ盤『カーク・イン・コペンハーゲン』に記録されている（同アルバムのクレジットでは"Big Skol"名義）。
1965年5月25日、再びキング・ビスケット・タイムに出演するためヘレナに戻っていたウィリアムソンは、心臓発作により他界した。亡くなった直後にアルバム『リアル・フォーク・ブルース』が発表された。

## ディスコグラフィー

### アルバム
| 年     | タイトル                                                                                         | 邦題                                                   | レーベル      |
| ------ | ------------------------------------------------------------------------------------------------ | ------------------------------------------------------ | ------------- |
| 1959年 | 『Down And Out Blues』                                                                           | ダウン・アンド・アウト・ブルース                       | Chess         |
| 1965年 | 『Portraits In Blues Vol. 4』                                                                    | ポートレイト・オブ・サニー・ボーイ・ウィリアムスン     | Storyville    |
| 1963年 | 『The Blues of Sonny Boy Williamson』                                                            |                                                        | Storyville    |
| 1964年 | 『Sonny Boy Williamson and Memphis Slim』 with メンフィス・スリム                                | ライブ                                                 | Disques Vogue |
| 1965年 | 『The Real Folk Blues』 with ヤードバーズ                                                        | リアル・フォーク・ブルース                             | Chess         |
| 1965年 | 『Sonny Boy Williamson & The Yardbirds』                                                         | サニー・ボーイ・ウィリアムソン&ザ・ヤードバーズ        | Fontana       |
| 1968年 | 『Don't Send Me No Flowers』 with ブライアン・オーガー・アンド・ザ・トリニティー、ジミー・ペイジ | ジミー・ペイジ&ソニー・ボーイ・ウィリアムソン          | Marmalade     |
| 1967年 | 『More Real Folk Blues』                                                                         | モア・リアル・フォーク・ブルース                       | Chess         |
| 1969年 | 『Bummer Road』                                                                                  | バマー・ロード                                         | Chess         |
| 1972年 | 『Sonny Boy Williamson + Animals (Faces & Places Vol. 2)』                                       | ソニー・ボーイ・ウィリアムソン・プラス・ジ・アニマルズ | BYG           |

### コンピレーション・アルバム
| 年     | タイトル                                                                                            | 邦題                       | レーベル       |
| ------ | --------------------------------------------------------------------------------------------------- | -------------------------- | -------------- |
| 1965年 | 『Blues Classics by "The Original" Sonny Boy Williamson』 『King Biscuit Time』との題名での再発あり | キング・ビスケット・タイム | Blues Classics |
| 1972年 | 『This Is My Story』                                                                                |                            | Chess          |
| 1975年 | 『One Way Out』                                                                                     | ワン・ウェイ・アウト       | Chess          |
| 1985年 | 『The Checker Box』                                                                                 | ザ・チェッカー・ボックス   | Pヴァイン      |
| 1990年 | 『Keep It To Ourselves』                                                                            |                            | Alligator      |
| 1993年 | 『The Essential Sonny Boy Williamson』                                                              |                            | MCA/Chess      |
| 1993年 | 『Clowinin' With The World』                                                                        |                            | Alligator      |

### シングル
| 年     | A面                                   | B面                                   | レーベル/番号 |
| ------ | ------------------------------------- | ------------------------------------- | ------------- |
| 1951年 | 「Crazy 'Bout You, Baby」             | 「Eyesight To The Blind」             | Trumpet 129   |
| 1951年 | 「Cool, Cool Blues」                  | 「Do It if You Wanta」                | Trumpet 139   |
| 1954年 | 「Come On Back Home」                 | 「Stop Crying」                       | Trumpet 140   |
| 1954年 | 「I Cross My Heart」                  | 「West Memphis Blues」                | Trumpet 144   |
| 1951年 | 「Pontiac Blues」                     | 「Sonny Boy's Christmas Blues」       | Trumpet 145   |
| 1951年 | 「Mighty Long Time」                  | 「Nine Below Zero」                   | Trumpet 166   |
| 1954年 | 「Mr. Downchild」                     | 「Stop Now Baby」                     | Trumpet 168   |
| 1954年 | 「Gettin' Out Of Town」               | 「She Brought Life Back To The Dead」 | Trumpet 215   |
| 1953年 | 「Too Close Together」                | 「Cat Hop」                           | Trumpet 216   |
| 1954年 | 「Going In Your Direction」           | 「Red Hot Kisses」                    | Trumpet 216   |
| 1955年 | 「Empty Bedroom」                     | 「From The Bottom」                   | Trumpet 228   |
| 1955年 | 「Don't Start Me Talkin'」            | 「All My Love In Vain」               | Checker 824   |
| 1956年 | 「Keep It To Yourself」               | 「The Key (To Your Door)」            | Checker 847   |
| 1956年 | 「Let Me Explain」                    | 「Your Imagination」                  | Checker 834   |
| 1956年 | 「No Nights By Myself」               | 「Boppin' With Sonny」                | Ace 511       |
| 1957年 | 「Fattening Frogs For Snakes」        | 「I Don't Know」                      | Checker 864   |
| 1958年 | 「Born Blind」                        | 「Ninety Nine」                       | Checker 883   |
| 1958年 | 「Your Funeral And My Trial」         | 「Wake Up Baby」                      | Checker 894   |
| 1958年 | 「Cross My Heart」                    | 「Dissatisfied」                      | Checker 910   |
| 1959年 | 「Let Your Conscience Be Your Guide」 | 「Unseeing Eye」                      | Checker 927   |
| 1960年 | 「The Goat」                          | 「It's Sad To Be Alone」              | Checker 943   |
| 1960年 | 「Temperature 110」                   | 「Lonesome Cabin」                    | Checker 956   |
| 1960年 | 「Trust My Baby」                     | 「Too Close Together」                | Checker 963   |
| 1961年 | 「Stop Right Now」                    | 「The Hunt」                          | Checker 975   |
| 1961年 | 「The Hunt」                          | 「Little Village」                    | Checker 975   |
| 1962年 | 「One Way Out」                       | 「Nine Below Zero」                   | Checker 1003  |
| 1963年 | 「Bye Bye Bird」                      | 「Help Me」                           | Checker 1036  |
| 1963年 | 「Trying to Get Back On My Feet」     | 「Decoration Day」                    | Checker 1065  |
| 1964年 | 「My Younger Days」                   | 「I Want You Close To Me」            | Checker 1080  |
| 1966年 | 「Bring It On Home」                  | 「Down Child」                        | Checker 1134  |